# Лехчево
Лехчево (болг. Лехчево) — село в Болгарии. Находится в Монтанской области, входит в общину Бойчиновци. Население составляет 1 876 человек.

## Политическая ситуация
В местном кметстве Лехчево, в состав которого входит Лехчево, должность кмета (старосты) исполняет Ненко Ангелов Кременски (коалиция в составе 2 партий: Земледельческий народный союз (ЗНС), Социалдемократи и Земеделци,ПОЛИТИЧЕСКО ДВИЖЕНИЕ СОЦИАЛДЕМОКРАТИ) по результатам выборов правления кметства.
Кмет (мэр) общины Бойчиновци — Славей Иванов Костодинов (Граждане за европейское развитие Болгарии (ГЕРБ)) по результатам выборов в правление общины.